# Étienne Marie Antoine Champion de Nansouty
Étienne Marie Antoine Champion de Nansouty (Burdeos, 30 de mayo de 1768-París, 12 de febrero de 1815) fue un militar francés, general de división de caballería. A lo largo de su prolongada carrera, participó en los conflictos militares más relevantes de la época napoleónica.

## Primeros años
Étienne de Nansouty nació en 1768 en Burdeos. Era hijo de Baptiste Champion de Nansouty (1718-1785) y de Antoinette Hélène Harpoiller. Su padre había servido a Francia durante cincuenta años en las guerras libradas por Luis XV, como la Guerra de Sucesión Polaca, la Guerra de Sucesión Austriaca y la Guerra de los Siete Años, y posteriormente había sido nombrado "comandante" de la fortaleza del Château-Trompette en Burdeos.
Miembro de una familia de la nobleza menor del Antiguo Régimen, el joven Étienne de Nansouty eligió seguir los pasos de su padre en el ejército. Fue admitido en la escuela militar de Brienne-le-Château en 1779, a la edad de diez años, donde destacó por su buen comportamiento y por su constancia en estudio. En 1782 se trasladó a la École Militaire en París, obteniendo también allí excelentes calificaciones. Dos años más tarde, Nansouty se convirtió en un "Chevalier" (Caballero) de la Orden "Notre-Dame-du-Mont-Carmel" y tuvo el honor de ser condecorado en persona por "Monsieur", el futuro Rey Luis XVIII de Francia. Después de su graduación en 1783, fue nombrado subteniente, siendo enviado en 1785 al regimiento de "Bourgogne-Infanterie", donde su padre había prestado servicios distinguidos.
Su padre murió repentinamente en 1785, quedando su viuda sin ingresos para criar a su hijo y a sus dos hijas. Sin embargo, personas influyentes consiguieron que en 1788 Nansouty fuera nombrado capitán interino en un regimiento de caballería ligera. Tras diversos destinos, accedió al cargo de ayudante de campo del Mariscal Luckner a principios de 1792. Ascendido a teniente coronel, poco tiempo después tomó el mando del 9.º Regimiento de Caballería, donde serviría durante los siguientes siete años y medio.

## Carrera militar

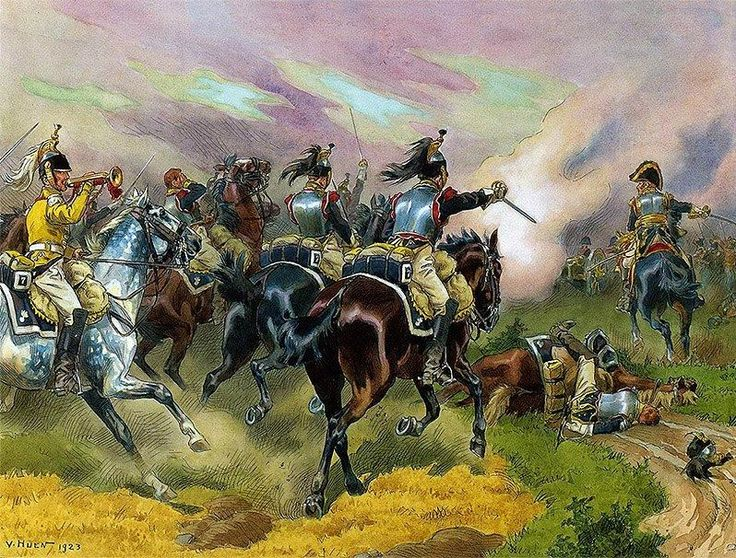
Nansouty en una carga de caballería al frente de sus coraceros (1809)

Seguidor temprano de Napoleón Bonaparte, Champion de Nansouty también hizo una carrera rápida. En 1799 asumió el rango de General de brigada de una división de caballería de la Grande Armée, con la que participó en las batallas de Austerlitz (2 de diciembre de 1805) y de Friedland (14 de junio de 1807).
Después de un corto periodo en Francia, formó parte del estado mayor que dirigió la guerra en España y Portugal.
Luchó en la Batalla de Eckmühl (22 de abril de 1809), en la de Aspern (21-22 de mayo de 1809), y, a la vanguardia de la Caballería de la Guardia Imperial, decidió la Batalla de Wagram (5-6 de julio de 1809).
Cuando Napoleón planeó su Invasión de Rusia, Champion de Nansouty se ofreció como voluntario nuevamente. Participó en los combates de Ostrowno (25 de julio de 1812) y en la Batalla de Borodinó (7 de septiembre de 1812) y fue herido varias veces en este último enfrentamiento. Sobrevivió a duras penas a la Batalla del Berézina (26-28 de noviembre de 1812).
Al año siguiente, una vez recuperado, se incorporó a la Guardia Imperial y dirigió la caballería en las batallas de Dresde (26-27 de agosto de 1813), de Leipzig (16-19 de octubre de 1813) y de Hanau (30-31 de octubre de 1813). En las últimas batallas fue nuevamente herido varias veces.
Regresó a Francia ese mismo año e intentó recuperarse de sus lesiones, a pesar de las continuas obligaciones del servicio. En 1814 participó en las batallas de La Rothière (1 de febrero de 1814), Montmirail (11 de febrero de 1814), Vauchamps (14 de febrero de 1814) y Craonne (7 de marzo de 1814).
Debido a sus heridas, Champion de Nansouty presentó su dimisión en una carta personal a Napoleón. Ya no participó en los combates de Laon (9-10 de marzo de 1814), y a petición del propio Napoleón, fue sustituido primero por el general Augustin-Daniel Belliard y más tarde, ya de forma oficial, por el general Horace Sebastiani de la Porta.
Se retiró del ejército y se instaló en París, donde murió en 1815 a los 46 años de edad a consecuencia de las secuelas de sus numerosas heridas de guerra, siendo enterrado en el cementerio del Père-Lachaise.

## Honores
- Comendador de la Legión de Honor
- Orden de San Luis
- Orden de Nuestra Señora del Monte Carmelo
- Orden de la Corona de Wurtemberg
- Gran Cruz de la Legión de Honor
- Baron d'Émpire
- Su nombre se puede encontrar grabado en el Arco de Triunfo de París
- La Rue Nansouty en el XIV Distrito de París de París lleva su nombre